# 政治改革
政治改革（せいじかいかく）とは、既存の政治システムを大きく変更する事をいう。

## 概要
政治革命が政治体制を変更（変革）するのに対し、改革は既存の政治体制を維持しつつ、弊害のある制度を改善し、政治がより適切に行われるようにすることとされている。主に政府・与党が自らの施策について呼称することが多い。

## 具体例
- 中華民国（台湾） ‐ 1990年代に実施された総統直接選挙制などの民主化諸政策[要出典]。
- 日本 ‐ 1990年代に実施された衆議院選挙制度の変更・政治資金制度改革を指すことが多い[2]。政治改革四法を参照。